# NEA Jazz Masters
La Dotación Nacional para las Artes (NEA), cada año homenajea hasta siete músicos de jazz con los Premios Jazz Master Awards. La Jazz Master Fellowship de la NEA es el honor más alto que los Estados Unidos otorgan a músicos de jazz. Cada año desde 1982, se ha otorgado éste premio a un selecto número de leyendas vivas, normalmente en la parte final de la carrera de un intérprete, después de haberse consolidado durante largo tiempo y al considerar que han hecho contribuciones excepcionales al avance del jazz.